# Mari Zoltán Jr
Mari Zoltán (Budapest, Hungría, 19 de octubre de 2003) conocido deportivamente como Mari Zoltán Jr, es un futbolista húngaro que juega como Centrocampista. Actualmente forma parte de la Unió Esportiva Sant Julià  de Primera División de Andorra.

## Trayectoria deportiva
Los inicios de Zoltán fueron a temprana edad en diferentes clubes de fútbol base de Budapest, en Hungría, tales como el MAC Budapest, Ferencvarosi TC y Csepel Hungary Club.
En 2012 entra en la escuela del Fútbol Club Barcelona donde permaneció por tres temporadas. Después siguió su formación en otras canteras del fútbol de Cataluña como Junior FC, Unió Esportiva Sant Andreu o Centre d'Esports L'Hospitalet.
Fue en 2020, ya en categoría juvenil, cuando entró en las filas del CE Vila Olímpica y en sus dos últimos años de formación base compitió para el equipo U19 de la  UE Costa Brava de Liga Nacional Juvenil de España, estrenándose además con el filial en categoría senior.
En septiembre de 2022 firma su primer contrato profesional con la Unió Esportiva Sant Julià para competir esa temporada en la Primera División de Andorra realizando su debut en la categoría el 18 de septiembre de 2022 en la victoria por 0-1 en la segunda jornada de liga ante el FC Ordino.

## Selección nacional
Mientras competía en el fútbol base de España fue convocado además como internacional en las diferentes categorías inferiores de la Selección de fútbol de Hungría, para los combinados U15, donde debutó en 2017, hasta llegar a ser convocado por el combinado húngaro U18 en 2020.

## Carrera deportiva

### Clubes
| Club                      | País    | Año               |
| ------------------------- | ------- | ----------------- |
| UE Costa Brava U19        | España  | 2021 - 2022       |
| Unió Esportiva Sant Julià | Andorra | 2022 – Actualidad |